# Tractat d’usura
Das Tractat d’Usura (‚Wuchertraktat‘) ist ein literarisches Werk, das um 1374 von Francesc Eiximenis auf Katalanisch wahrscheinlich in Katalonien geschrieben wurde.

## Inhalt
Das Buch befasst sich mit Wucher. Dieses Thema wurde vom mittelalterlichen kanonischen Recht sehr erörtert.
Nach dem Verzeichnis enthielt das Buch achtundzwanzig Abschnitte, von denen aber nur vierzehn bewahrt geblieben sind. Fünf Abschnitte des Werkes werden in der katalanischsprachigen Enzyklopädie Lo Crestià (‚Das Christliche‘) wiederholt, und zwar in dem Abschnitt im Dritten Buch des Christlichen (Terç del Crestià), der der Sünde der Habgier gewidmet ist.
Die bewahrten Teile des Wuchertraktats belegen, dass Francesc Eiximenis eine sehr restriktive Sicht bezüglich Wucher hatte. Er gründet seine Sichtweise auf den Bibelvers Lukas 6,35 . Da wird erklärt, dass nichts als Ersatz angefordert werden darf, wenn etwas verliehen wird. Das hat mit dem Prinzip der christlichen Karitas zu tun, das in der franziskanischen Schule sehr wichtig ist.
Trotzdem erlaubt Eiximenis einige wenige Fälle, in denen Wucher erlaubt ist. Er akzeptiert auch die Rechtsgültigkeit der censals und violaris. Diese waren das Recht, zeitlichen oder sogar lebenslänglichen Verdienst zu bekommen, nachdem man eine gewisse Menge von Geld bezahlt hat. Sie waren in Mittelalter in Katalonien und der Krone von Aragonien sehr üblich. Dieses Thema war auch in mittelalterlichen kanonischen Recht sehr umstritten. Die von Eiximenis für die Begründung der Rechtsgültigkeit der censals und violaris benutzte Quelle ist ein kleines Traktat über dieses Thema, das vom Dominikaner Bernat de Puigcercós geschrieben wurde.

## Einflüsse
Das Tractat d’Usura ist von verschiedenen Quellen des kanonischen Rechtes beeinflusst. Zusammen mit klassischen Werken des mittelalterlichen kanonischen Rechtes, wie zum Beispiel das Decretum Gratiani oder der Liber Extra von Papst Gregor IX., können verschiedene wichtigen Kanonisten hervorgehoben werden: Henricus de Segusio, Raimund von Penyafort oder Goffredus de Trano. Der Einfluss von anderen Scholastikern, wie den Franziskanern Alexander von Alessandria und Duns Scotus oder den Dominikanern Thomas von Aquin und Durandus von St. Pourçain, ist auch von Bedeutung.

## Abschrift und Veröffentlichung
Das Buch wurde 1985 von Josep Hernando i Delgado abgeschrieben und verlegt. Der benutzte Text war vom Manuskript 42 vom Kloster Sant Cugat del Vallès genommen. Dieses Manuskript liegt jetzt im Archiv der Krone von Aragonien.